# Цитен (Барним)
Цитен (њем. Ziethen) општина је у њемачкој савезној држави Бранденбург. Једно је од 24 општинска средишта округа Барним. Према процјени из 2010. у општини је живјело 474 становника. Посједује регионалну шифру (AGS) 12060296.

## Географски и демографски подаци
Цитен се налази у савезној држави Бранденбург у округу Барним. Општина се налази на надморској висини од 50 метара. Површина општине износи 24,3 km². У самом мјесту је, према процјени из 2010. године, живјело 474 становника. Просјечна густина становништва износи 19 становника/km².